# Fritz Müller (Maler, 1814)
Fritz Müller (* um 1814; † verschollen 1861 in den USA) war ein deutscher Schiffskapitän und Marinemaler in Bremen und den USA.

## Biografie
Die genauen Lebensdaten des Schiffskapitäns und späteren Malers Fritz Müller sind nicht bekannt. Er kam 1820 durch die Vermittlung von Burchard Christian von Spilcker, Regierungspräsident von Kurhessen-Waldeck in Arolsen, als sechsjähriger Vollwaise ohne Vermögen und angeblich ohne Kenntnis über seine Herkunft in die Obhut des Lehrers Dr. phil. Ernst Georg Wilhelm Kellner (1774–1856) nach Bremen. Kellner schickte seinen Zögling wiederum zum Schullehrer Martin Gerhard Meierdirks nach Blumenthal (Unterweser), wo er am 8. April 1830 konfirmiert wurde. Anschließend ging Müller zur See und besuchte später die Navigationsschule in Bremen. Seit 1837 fuhr er als Steuermann. 1840 erwarb er das bremische Bürgerrecht und bekam darauf sein erstes Kommando als Schiffskapitän. Seine Reisen führten überwiegend nach Nordamerika und Kuba. Müller war seit 1842 Mitglied der Stiftung Haus Seefahrt und nahm 1854 an der Schaffermahlzeit teil. Die Zeit der dänischen Seeblockade und des Ersten Schleswig-Holsteinischen Krieges hat er von Mai 1849 bis 1852 als Hilfsoffizier bei der ersten deutschen Flotte unter Admiral Brommy überbrückt. 1853 übernahm er sein letztes Kommando als Kapitän, diesmal unter Hamburger Flagge. Seine Reise führte ihn nach Rio de Janeiro/Brasilien. Anschließend scheint er nur noch als Marinemaler gearbeitet zu haben. Er hat seine Familie in Bremen verlassen und ist in die USA gegangen, angeblich um in die nordstaatliche Armee einzutreten, wo sich seine Spur während des Sezessionskrieges nach 1861 verliert.

## Familie
1842 hat Kapitän Müller Auguste Mathilde Hildenbrock (1817–1875), die Tochter eines Pferdebereiters aus Bremen geheiratet, in dessen Haus am Herdentor er zuvor gewohnt hatte. Sein Schwager war zuvor als Schiffsjunge bei ihm an Bord. Aus dieser Ehe gingen drei Töchter hervor. Im Bremer Adressbuch wird er zuletzt im Jahrgang 1856 als Marinemaler erwähnt. 1857 keine Eintragung. 1858 bis 1861 erscheint Fritz Müller, Capt. Frau, dann 1862 bis 1866 Mathilde Müller und ab 1867 Fritz Müller Ww. geb. Hildenbrock, sie wohnte zuletzt im Seefahrtshof.

## Tätigkeit als Maler
Als Landschafts- und Marinemaler ist Fritz Müller anhand seiner mit Jahresangabe signierten Werke zwischen 1846 und 1861 nachweisbar. Vermutlich wurde er bereits durch seinen Blumenthaler Ziehvater Lehrer Meierdirks in der Malerei unterrichtet. Erhalten geblieben sind zwei Ansichten von Blumenthal sowie ein Bild der Reitbahn von Hildenbrock in Bremen aus dem Jahr 1846. Zwei Ansichten von Rio de Janeiro wurden 1854 in der Kunsthalle Bremen ausgestellt. In deutschen Museen und privaten Sammlungen sind außerdem 17 Schiffsbilder aus den Jahren 1851 bis 1861 bekannt. Zwei Arbeiten sind bisher in den USA nachzuweisen.